# 周琰 (正統進士)
周琰（1421年—1477年），字廷粲，福建興化府莆田縣人，軍籍。明朝政治人物。進士出身。

## 生平
正統十二年（1447年）舉丁卯科福建鄉試第二十名。正統十三年（1448年）聯捷戊辰科會試第一百四十一名，殿試登進士第二甲第二十八名。初授户部主事，监收京儲。景泰初勞軍于四川，回朝後差通州等处儹收钱粮。天順改元，出为温州府知府，丁父憂歸，服除，改知饒州府，成化六年（1470年）秋致仕归。成化十三年卒，年五十七。

## 家族
曾祖周和叔。祖父周堯慈。父亲周彥由。母翁氏。具慶下。